# Horn Island (Torres Strait)
Horn Island, auch Nguruapai oder Nurupai genannt, liegt im Archipel der Torres-Strait-Inseln, einer Inselgruppe in der Meerenge zwischen Australien und Papua-Neuguinea. Das acht Kilometern von der Hauptinsel Thursday Island entfernt gelegene Eiland hat eine Fläche von etwa 53 Quadratkilometern und wird von etwa 600 Menschen bewohnt. Der Verwaltungsgliederung nach gehört die Insel zu den Inner Islands, einer Inselregion im Verwaltungsbezirk Torres Shire von Queensland.
Der Inselname geht auf den Entdecker Matthew Flinders zurück, der die Insel 1802 mit seinem Schiff, der Investigator, passierte. Er benannte sie nach der Form der höchsten Erhebung der Insel, dem knapp 120 Meter hohen Horn Hill. Die Kaurareg nennen die Insel aber nach wie vor Nguruapai.

## Bevölkerung
Die Einwohnerzahl betrug laut der Volkszählung aus dem Jahre 2016 531. Die daraus resultierende Bevölkerungsdichte lag dementsprechend bei 10 Einwohnern pro Quadratkilometern. Der Anteil der indigenen Bevölkerung (Torres-Strait-Islanders) liegt bei fast 72 %, verglichen zu 62 % im Jahre 2006. Die Europäer machen hingegen nur einen Anteil von ca. 18 % aus, während Papua-Neuguineer den Rest bilden.
| Bevölkerungsentwicklung | Bevölkerungsentwicklung |
| Censusjahr              | Einwohnerzahl           |
| ----------------------- | ----------------------- |
| 2001                    | 583                     |
| 2006                    | 585                     |
| 2011                    | 539                     |
| 2016                    | 531                     |

## Siedlung
An der Westküste liegt das Dorf Wasaga, das Geschäfte, Kirchen, eine Gemeinschaftshalle sowie ein Hotel aufweist. Außerdem gibt es Lagermöglichkeiten für Fracht und einige Schiffsanlegestellen, welche einmal von besonderer Wichtigkeit für den Betrieb der Goldmine im Osten der Insel waren; die Mine wurde allerdings 1989 geschlossen.

## Flughafen
Die Insel wurde während des Zweiten Weltkrieges von japanischen Streitkräften bombardiert, da sich hier eine von Australiern und US-Amerikanern genutzte Luftwaffenbasis befand, welche von den Alliierten zu Angriffen auf japanische Stellungen auf dem nahen Neuguinea genutzt wurde. Der Flughafen existiert noch heute und bindet die Torres Strait in das australische Flugnetz ein.
Seit 1995 wird der ca. sechs Quadratkilometer große „Horn Island (Ngurapai) Airport“ im Norden der Insel von der Gemeinde Wasaga betrieben und einer grundlegenden Erneuerung unterzogen. Der Flughafen ist für internationale Flüge zugelassen und hat zwei Landebahnen. Die längere ist knapp 1.400 Meter lang, 30 Meter breit und beleuchtet.
Täglich gibt es zwei Passagierdienste nach Cairns und regelmäßige Verbindungen zu den meisten der Inseln. Zusätzlich gibt es Charterdienste die auch Hubschrauber mit einschließen.